# Премія імені Олекси Романця
Премія імені Олекси Романця — премія з краєзнавства.
Премія носить ім'я Олекси Романця – відомого українського вченого, письменника, літературознавця, критика, педагога і фольклориста, у творчому доробку якого понад 600 наукових, науково-популярних і журналістських публікацій  в українських енциклопедичних виданнях, в українській та румуномовній пресі.
«Це людина, яка єднала три народи: український, румунський і молдовський і ця премія – наша запізніла пошана видатному землякові»
Премія має статус обласної. Заснована 2010 року.
Премія присуджується за найкращі науково-дослідницькі, науково-популяризаторські роботи з питань історії, культури та природи Буковини, за значні досягнення у збереженні та відродженні культурної спадщини, здійснення наукових досліджень маловивчених краєзнавчих тем, наукового опису і обліку старожитностей, створення нових та удосконалення діючих музеїв, проведення виставок.
Це премія відомим дослідникам історії краю, науковим та творчим працівникам музеїв, працівникам закладів культури, які здійснюють краєзнавчу роботу, активістам краєзнавчого руху.
Клопотання про присудження премії подаються колективами навчальних закладів, культурно-освітніх установ, підприємствами, установами, творчими та громадськими організаціями області
Премія вручається щороку 7 серпня на конкурсній основі. Переможцям вручається грамота про звання лауреата і грошова винагорода.
Премія присуджується в шести номінаціях:
- «За публікацію наукових, науково-популярних та публіцистичних праць, статей з краєзнавчої проблематики»:
- «За створення музеїв, стаціонарних експозицій, виставок на основі досліджених, науково описаних та взятих на облік історико-краєзнавчих, етнографічних, мистецьких цінностей, збереження музейних пам'яток»;
- «За доброчинність у збереженні пам'яток історії і культури, видання наукових досліджень з краєзнавства, книг, проспектів, відео матеріалів, придбання для музеїв раритетних пам'яток, дарування музеям різних форм власності особистих реліквій-колекцій, у тому числі від закордонних поціновувачів історико-краєзнавчої, мистецької спадщини Буковини, різнобічне сприяння реставрації»;
- «За популяризацію історії та культури краю (туристичними організаціями, засобами масової інформації, творчими колективами, установами, громадськими організаціями, окремими особами)»;
- «За збереження і відродження нематеріальної культурної спадщини Буковини (фольклорно-етнографічні записи, концертні програми, сценарії, фестивалі)»;
- «За зразкове утримання нерухомих об'єктів культурної спадщини».

Лауреатами першої премії імені Олекси Романця стали журналіст, науковець, кандидат історичних наук Ігор Чеховський (посмертно), завідувач науково-експозиційного відділу археології, історії середніх віків та нового часу Чернівецького обласного краєзнавчого музею Світлана Белінська, член Спілки художників України, автор та виконавець проекту художнього оформлення Чернівецького літературно-меморіального музею Ю.Федьковича Роман Батіг, заслужений майстер народної творчості України Фрозина Гулей, хранитель музею–садиби Івана Миколайчука Фрозина Грицюк, а також творчий колектив радіо «Буковина».

## Лаутеати премії імені Олекси Романця
Василь Бабух– заслужений журналіст України (2016).
Світлана Белінська – завідувачка відділу археології, історії середніх віків та нового часу Чернівецького краєзнавчого музею (2010).
Володимир Вознюк-  член Національної спілки письменників та національних спілок кінематографістів і краєзнавців України (2012).
Іван Гончар– директор районного музею гончарства с. Коболчин Сокирянського району (2012).
Юхим Гусар– журналіст, літератор (2014).
Фрозина Грицик– завідувачка музею-садиби Івана Миколайчука (2010).
Фрозина Гулей– заслужений майстер народної творчості України (2010).
Василь Кривий– заступник редактора Кельменецької районної газети «Рідне слово» (2012).
Мірча Мінтенко– фольклорист, краєзнавець, громадський діяч (2012).	
Наталія Філяк– директор Чернівецької обласної універсальної наукової бібліотеки імені Михайла Івасюка (2016).
Микола Черешнюк – директор громадського музею с. Кострижівка Заставнівського району (2012).
Ігор Чеховський– журналіст, науковець, кандидат історичних наук (2010).